# Протописьменность

Пример знаков письменности Цзяху, похожие на надпись отметины, найденные на черепаховых панцирях, датируются около 6000 г. до нашей эры

Протописьменность — общепринятое название знаковых систем, существовавших до появления настоящей письменности, но имевших схожие с ней черты.
Такие системы возникли в начале неолитического периода, в 7-м тысячелетии до нашей эры.
В протописьменности использовались идеографические или ранние мнемонические знаки для передачи сведений, что затрудняло или делало невозможным восстановление точного значения, задуманного автором, если заранее не известен большой объем контекста.
В истории письменности выделяют следующие этапы: пиктография → иероглифика → силлабическое (слоговое) письмо → алфавитное письмо. Исходной предпосылкой появления пиктограммы, был рисунок, чаще всего животных. Пиктограммы объединялись в композицию, то есть, в ситуацию или событие. Появление композиций сопровождала схематизация рисунков, уменьшение их реалистичности. 

## Неолит

### Неолит Китая
В 2003 году при раскопке могил эпохи неолита в Цзяху, провинция Хэнань в Северном Китае,
были обнаружены панцири черепах со знаками, вырезанными на панцирях. Панцири были датированы 7-м тысячелетием до нашей эры. По мнению некоторых археологов, знаки, вырезанные на панцирях, имели сходство с надписями Цзягувэнь на гадательных костях конца 2-го тысячелетия до н. э.
Другие считают это утверждение недостаточно обоснованным и рассматривают их как простые геометрические узоры, не имеющие отношения к ранней письменности.

### Неолит Европы
Винчанское письмо или знаки Винча (6-е — 5-е тысячелетия до нашей эры, современной Сербии) — это система простых символов, появившаяся в 7 тысячелетии до н. э.. Потом, в 6-м тысячелетии, она постепенно усложнялась и  достигла своей кульминации в Тэртери́йских табли́чках 5300 г. до н. э.; выстраивание символов на этих табличках вызывает впечатление «текста». В Болгарии керамическую табличку 6-го тысячелетия до н. э. с, возможно, с самой старой в мире доалфавитной письменностью нашли на неолитическом поселении близ Нова-Загоры, глиняные плитки-таблички с протописьмом возрастом 7 тыс. л. н. (энеолит) находили в Градешнице, Рибене, Быте.

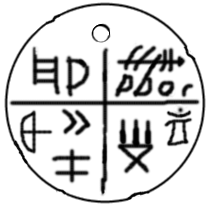
Глиняный амулет, одна из Тэртери́йских табли́чек, относимых к 4500 г. до н. э.

Табличка из Диспилио конца 6-го тысячелетия, имеет схожие черты и вместе с Тэртери́йскими табли́чками предположительно является памятником дунайского протописьма. Иероглифическая письменность культур Древнего Ближнего Востока (Египетская, Шумерская и Критская) плавно появляется из подобного типа систем знаков, поэтому сложно сказать, в какой именно момент письменность появляется из протописьма. Проблема выявления перехода к письменности усугубляется тем фактом, что нам очень мало известно о смысле символов.

## Энеолит и ранний бронзовый век

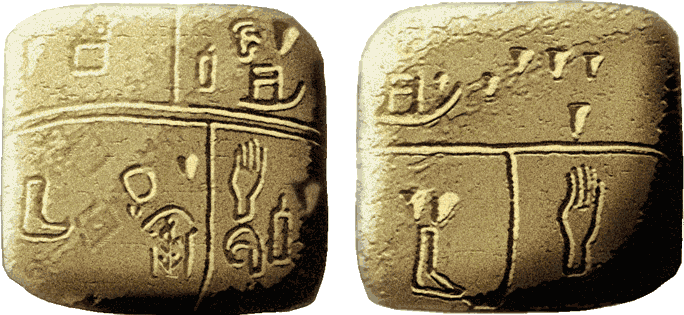
Таблички из Киша (3500 г. до н. э.)

Переход от протописьма к самим ранним развитым системам письменности состоялся в конце 4-го начале 3-го тысячелетия до н. э. в Плодородном полумесяце. Табличка из Киша, датируемая 3500 г. до н. э., отражает стадию «прото-клинопись», когда то, что станет клинописью Шумера, все еще находилось на стадии прото-письма. 
К концу 4-го тысячелетия до н. э., эта система символов превратилась в метод ведения подсчетов (ведения бухгалтерского учёта), с помощью стилоса округлой формы, вдавленного в мягкую глину под разными углами, для записи чисел на глиняных табличках и счетных жетонах. Это постоянно дополнялось пиктографическим письмом с использованием острого стилуса, для обозначения того, что подсчитывалось.
Переходный этап к настоящей письменности проходится на период Джемдет-Наср (с 31-го до 30-го вв. до н. э.).
Аналогичная эволюция происходила и в генезисе египетских иероглифов. Некоторые ученые полагают, что египетские иероглифы «появилась чуть позже Шумерской письменности, и … наверное [были] … придуманы под влиянием последней …», хотя считается, что «доказательство такого прямого влияния остается надуманным», и что «очень вероятные доводы могут быть сделаны по независимому развитию письменности в Египте …» (см. далее египетские иероглифы).

## Бронзовый век
Во времена бронзового века, в культурах Древнего Ближнего Востока были полностью развитые системы письма, в то время как в окраинные территории, затронутые в бронзовом веком, такие как Европа, Индия и Китай, оставались в стадии протописьма.
Китайская письменность возникла из протописьменности в китайском бронзовом веке, примерно с 14-го до 11-го вв. до н. э. (надписи на оракульных костях), в то время как системы символов, характерные для Европы и Индии, вымерли и заменены потомками алфавитов Семитских абджад в железном веке.

### Индийский бронзовый век

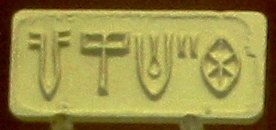
Типичное «харапфское письмо» оттиск печати, показывающий «надпись» из пяти символов

Так называемое харапфское письмо — это знаковая система, используемая в ходе 3-го тысячелетия до н. э. в цивилизации долины Инда.

### Европейский бронзовый век
За исключением цивилизаций Эгейского моря и материковой Греции (Линейное письмо А, Критские иероглифы), ранние системы письма на Ближнем Востоке не достигли Европы бронзового века. Самые ранние системы письменности Европы возникают в железном веке и произошли от финикийского алфавита.
Тем не менее, существует ряд толкований символов на артефактах Европейского бронзового века, которые которые можно интерпретировать как местную традицию протописьма. Особый интерес в этом контексте представляют Центрально-Европейские культуры бронзового века, происходящие из культуры колоколовидных кубков во второй половине 2-го тысячелетия до нашей эры. Интерпретация насечек на бронзовых серпах, принадлежащих культуре полей погребальных урн, особенно большое количество так называемых «серпов-набалдашников» было обнаружено в Браунсбедрском кладе, описывается Зоммерфельдом (1994).
Зоммерфельд выступает за интерпретацию этих символов, как доисторических чисел, связанных с лунным календарём.

## Поздние протописьма
Даже после бронзового века, некоторые культуры прошли через период использования системы протописьма, в качестве промежуточного этапа перед принятием собственно письма. Такой системой могли быть «Славянские руны» (7-й/8-й века) которые упоминаются у нескольких средневековых авторов. Кипу у инков (15 в.), иногда называемые «говорящие узлы», возможно, имели такую же природу. Другим примером является система пиктограмм изобретенных Uyaquk до развития слоговой азбуки Югтун на Аляске (ок. 1900).

### Африканского железного века

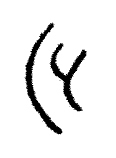
Нсибиди иероглиф «Добро пожаловать»

Нсибиди — это система символов коренных народов того, что теперь является Юго-Восточной Нигерией. Хотя общепринятой точной даты происхождения не существует, большинство исследователей сходятся во мнении, что использование самых ранних символов датируется задолго до 500 года н. э. Существуют тысячи знаков Нсибиди, которые использовались на всем, чем угодно от калебасы для татуировок и до настенных росписей. Нсибиди используется для языков Экойд и Игбойд, и народ Аро, как известно писали знаками Нсибиди сообщения на телах своих посланников.